# Библиотека Геры
Городская и региональная библиотека Геры (нем. Stadt- und Regionalbibliothek Gera) — публичная библиотека, расположенная в городе Гера и основанная в 1920 году; с 1985 года носит имя Александра Пушкина.

## История и описание
Городская и региональная библиотека города Гера была основана 20 октября 1920 года по инициативе выходца из Лейпцига Густава Хеннига (1868—1948); она стала местом сбора нескольких городских книжных коллекций, которые были созданы только в XIX веке — поскольку во время крупного пожара 18 сентября 1780 года почти все книги в городе (около 100 000 томов) были уничтожены. Исходный фонд преимущественно состоял из частей расформированной Центральной рабочей библиотеки Геры и Центральной библиотеки профсоюзов, а также — трех буржуазных публичных библиотек. К этому постепенно добавилось небольшое количество книг из школьных библиотек и местных читальных клубов; позднее к фондам была добавлена коллекция «Ratsbibliothek», основанная в 1867 году. В 1923 году библиотека была приравнена к другим государственным библиотекам и переименована в Тюрингскую государственную библиотеку Геры. В эпоху ГДР, в 1976 году, она вновь получила статус публичной библиотеки, а в 1985 году — стала носить имя Александра Пушкина. В 1986 году её коллекция насчитывала 375 480 библиографических единиц.